# Ryan Kerrigan
Patrick Ryan Kerrigan (* 16. August 1988 in Muncie, Indiana) ist ein ehemaliger US-amerikanischer American-Football-Spieler. Er wurde in der ersten Runde des NFL Draft 2011 von den Washington Redskins ausgewählt und spielte von 2011 bis 2020 auf der Position des Outside Linebackers für Washington in der National Football League (NFL). Zuletzt stand Kerrigan bei den Philadelphia Eagles unter Vertrag.

## NFL
Kerrigan wurde im NFL Draft 2011 als 16. Spieler in der ersten Runde von den Washington Redskins ausgewählt. Am 29. Juli 2011 unterzeichnete er einen Vertrag bei den Redskins. Sein NFL-Debüt gab er am 11. September 2011 gegen die New York Giants, in dem er eine Interception fing und diese zu einem Touchdown zurücktrug. In seiner ersten Saison wurde er ins All-Rookie-Team berufen. Durch seine Leistungen in der Saison 2012 wurde er für den Pro Bowl nominiert. Am 3. Oktober 2015 wurde sein Vertrag von den Redskins um fünf weitere Jahre verlängert.
Im Mai 2021 unterschrieb Kerrigan einen Einjahresvertrag bei den Philadelphia Eagles, einem Divisionsrivalen von Washington. Am 29. Juli 2022 unterschrieb er symbolisch für einen Tag in Washington, um seine Karriere zu beenden.